# Les Fantômes du Brésil
Les Fantômes du Brésil est un roman du béninois Florent Couao-Zotti, écrivain, auteur de romans, de nouvelles, de pièces de théâtre et de bandes dessinées. Le livre sort en 2006 aux Éditions UBU et compte 186 pages,. Depuis la rentrée scolaire 2014-2015, le livre est introduit au programme en remplacement du roman de Un piège sans fin d’Olympe Bhêly-Quenum. Il est ainsi donc étudié dans les classes de première ce roman est étudié en Français dans toutes les séries.

## Résumé
Les Fantômes du Brésil relate une histoire d'amour à la Roméo et Juliette façon béninoise. Il s'agit en effet  d'Anna-Maria, une Agouda qui tombe amoureuse de Pierre, un jeune homme de Ouidah. L'une est Agouda (Brésilienne descendante d'esclaves venus du Bénin) et l'autre natif béninois également descendant d'esclaves. Le hic, c'est que les Agouda considèrent leurs frères autochtones comme ennemis parce qu'ils seraient à l'origine de leur déportation donc de leur réduction en esclavage. Entre les deux communautés, nul partage ne semble possible'.

Dans son article, « l'Unité africaine dans Les Fantômes du Brésil de Florent Couao-Zotti », L. Olusola OGUNTOLA dit: 

« (...) . À travers son œuvre Les Fantômes du Brésil, Florent Couao-Zotti relance le débat sur la consolidation de l’unité africaine par le biais de la rivalité ethnique opposant les natifs du Bénin et les Afro-Brésiliens c’est-à-dire les descendants des esclaves revenus du Brésil après l’abolition de l’esclavage dans les Amériques surtout au Brésil en 1888. L’unité du peuple noir ne peut se concrétiser que si et seulement si les groupes communautaires des fonds et recoins de l’Afrique s’unifient dare-dare indépendamment de la tribu, de la croyance religieuse, du sexe et de la culture. L’Union africaine dans son état actuel a failli dans sa tâche d’unification et d’intégration du peuple noir d’où la prolifération des conflits civils et tribaux en Afrique. (...). »